# Antheua varia
Antheua varia är en fjärilsart som beskrevs av Walker 1855. Antheua varia ingår i släktet Antheua och familjen tandspinnare. Inga underarter finns listade i Catalogue of Life.